# Чендлер, Тайсон
Тайсон Клеотис Чендлер (англ. Tyson Cleotis Chandler; род. 2 октября 1982 года в Ханфорде, Калифорния) — американский профессиональный баскетболист. Играл на позиции центрового. Был выбран в первом раунде под общим 2-м номером на драфте НБА 2001 года командой «Лос-Анджелес Клипперс». Чемпион Америки 2007 года, чемпион мира 2010 года и олимпийский чемпион 2012 года в составе сборной США.

## Биография
Тайсон Чендлер играл за баскетбольную команду старшей школы Домингеса в Комптоне. Его партнёром по школьной команде был будущий игрок НБА и олимпийский чемпион Тэйшон Принс. В выпускном классе Чендлер в среднем за игру набирал 1 очко, делал 1 подбор и 1 блок-шот, а также помог школьной команде победить на чемпионате штата Калифорния. За выдающиеся индивидуальные результаты Чендлер был включён журналом Parade и газетой USA Today в их символические сборные лучших баскетболистов среди школьников.
После окончания школы в 2001 году Чендлер был выбран на драфте НБА под вторым номером клубом «Лос-Анджелес Клипперс», который сразу же обменял его в «Чикаго Буллз» на лучшего новичка 2000 года Элтона Брэнда. Руководство «Чикаго Буллз» предполагало составить мощную пару высокорослых игроков из Чендлера и другого новичка НБА Эдди Карри, однако первый сезон не заладился у обоих, а потом играл преимущественно Карри, в то время как Чендлер мучился травмами, из которых наиболее серьёзной была травма спины, в связи с которой он пропустил больше половины сезона 2003/2004. После перехода Карри в «Нью-Йорк Никс» в 2005 году Чендлер стал основным центровым и стал выполнять большой объём работы под своим кольцом, в атаке он практически не участвовал и часто имел проблемы с перебором персональных замечаний.
После подписания чикагским клубом контракта с центровым из «Детройт Пистонс» Беном Уоллесом, четырёхкратным обладателем звания лучшего оборонительного игрока лиги, в июле 2006 года Чендлера обменяли в «Нью-Орлеан Хорнетс» на Пи Джей Брауна и Джей Ар Смита. В Новом Орлеане Чендлер провёл три сезона, в течение которых был игроком стартовой пятёрки. Он достаточно эффективно действовал на подборах, в том числе на чужом щите, кроме того у Чендлера наладилось взаимодействие с разыгрывающим Крисом Полом, который регулярно набрасывал мяч на кольцо под завершающий слэм-данк центрового. В 2007 году Тайсон в составе сборной США выиграл чемпионат Америки и был запасным кандидатом на участие в олимпийском баскетбольном турнире 2008 года, который американская сборная выиграла без него. 17 февраля 2009 года «Хорнетс» договорились об обмене Чендлера в «Оклахома-сити Тандер» на Криса Уилкокса, Джо Смита и права на Девона Хардина, однако в последний момент «Тандер» отменили сделку, так как медосмотр выявил у Чендлера травму пальца.
28 июля 2009 года «Нью-Орлеан Хорнетс» и «Шарлотт Бобкэтс» обменялись центровыми — Чендлер отправился в «Бобкэтс», а на его место пришёл Эмека Окафор.
13 июля 2010 года Чендлер был обменян вместе с Алексисом Аженса в «Даллас Маверикс» на Эрика Дампьера, Мэтта Кэрролла и Эдуардо Нахеру. В своём первом сезоне за «Маверикс» стал чемпионом НБА и был включён в сборную всех звёзд защиты НБА.
10 декабря 2011 года Чендлер перешёл в «Нью-Йорк Никс» и подписал четырёхлетний контракт, по условиям которого его зарплата составит 58 миллионов долларов.
25 июня 2014 года «Нью-Йорк» отправил Чендлера и Рэймонда Фелтона в «Даллас Маверикс» на Сэмюэла Далемберта, Хосе Кальдерона, Шейна Ларкина, Уэйна Эллингтона и два выбора во втором раунде драфта 2014 года.

## Личная жизнь
До 10 лет Тайсон рос на ферме в северной Калифорнии.
В 2005 году Чендлер женился на своей давней подруге Кимберли. В мае 2006 года у них родилась дочь Саша, а в ноябре 2008 года — сын Тайсон-младший.
Чендлер активно занимается благотворительностью, жертвуя деньги на помощь семьям, в которых случились трагедии, а также устраивает различные мероприятия для детей.
Имеет немецкие корни.

## Статистика

### Статистика в НБА
| Сезон                                                                                    | Команда    | Регулярный сезон | Регулярный сезон | Регулярный сезон | Регулярный сезон | Регулярный сезон | Регулярный сезон | Регулярный сезон | Регулярный сезон | Регулярный сезон | Регулярный сезон | Регулярный сезон | Серия плей-офф | Серия плей-офф | Серия плей-офф | Серия плей-офф | Серия плей-офф | Серия плей-офф | Серия плей-офф | Серия плей-офф | Серия плей-офф | Серия плей-офф | Серия плей-офф |
| Сезон                                                                                    | Команда    | GP               | GS               | MPG              | FG%              | 3P%              | FT%              | RPG              | APG              | SPG              | BPG              | PPG              | GP             | GS             | MPG            | FG%            | 3P%            | FT%            | RPG            | APG            | SPG            | BPG            | PPG            |
| ---------------------------------------------------------------------------------------- | ---------- | ---------------- | ---------------- | ---------------- | ---------------- | ---------------- | ---------------- | ---------------- | ---------------- | ---------------- | ---------------- | ---------------- | -------------- | -------------- | -------------- | -------------- | -------------- | -------------- | -------------- | -------------- | -------------- | -------------- | -------------- |
| 2001/02                                                                                  | Чикаго     | 71               | 30               | 19,6             | 49,7             | -                | 60,4             | 4,8              | 0,8              | 0,4              | 1,3              | 6,1              | Не участвовал  | Не участвовал  | Не участвовал  | Не участвовал  | Не участвовал  | Не участвовал  | Не участвовал  | Не участвовал  | Не участвовал  | Не участвовал  | Не участвовал  |
| 2002/03                                                                                  | Чикаго     | 75               | 68               | 24,3             | 53,1             | -                | 60,8             | 6,9              | 1,0              | 0,5              | 1,4              | 9,2              | Не участвовал  | Не участвовал  | Не участвовал  | Не участвовал  | Не участвовал  | Не участвовал  | Не участвовал  | Не участвовал  | Не участвовал  | Не участвовал  | Не участвовал  |
| 2003/04                                                                                  | Чикаго     | 35               | 8                | 22,4             | 42,8             | 0,0              | 66,9             | 7,7              | 0,7              | 0,5              | 1,2              | 6,1              | Не участвовал  | Не участвовал  | Не участвовал  | Не участвовал  | Не участвовал  | Не участвовал  | Не участвовал  | Не участвовал  | Не участвовал  | Не участвовал  | Не участвовал  |
| 2004/05                                                                                  | Чикаго     | 80               | 10               | 27,4             | 49,4             | 0,0              | 67,3             | 9,7              | 0,8              | 0,9              | 1,8              | 8,0              | 6              | 0              | 28,8           | 47,5           | -              | 69,6           | 9,7            | 1,3            | 0,2            | 2,2            | 11,7           |
| 2005/06                                                                                  | Чикаго     | 79               | 50               | 26,8             | 56,5             | 0,0              | 50,3             | 9,0              | 1,0              | 0,5              | 1,3              | 5,3              | 6              | 0              | 17,3           | 66,7           | -              | 30,0           | 4,5            | 0,5            | 0,3            | 0,3            | 1,8            |
| 2006/07                                                                                  | Нью-Орлеан | 73               | 73               | 34,6             | 62,4             | 0,0              | 52,7             | 12,4             | 0,9              | 0,5              | 1,8              | 9,5              | Не участвовал  | Не участвовал  | Не участвовал  | Не участвовал  | Не участвовал  | Не участвовал  | Не участвовал  | Не участвовал  | Не участвовал  | Не участвовал  | Не участвовал  |
| 2007/08                                                                                  | Нью-Орлеан | 79               | 79               | 35,2             | 62,3             | 0,0              | 59,3             | 11,7             | 1,0              | 0,6              | 1,1              | 11,8             | 12             | 12             | 34,3           | 63,2           | -              | 62,5           | 10,3           | 0,4            | 0,4            | 1,7            | 8,0            |
| 2008/09                                                                                  | Нью-Орлеан | 45               | 45               | 32,1             | 56,5             | -                | 57,9             | 8,7              | 0,5              | 0,3              | 1,2              | 8,8              | 4              | 4              | 23,4           | 50,0           | -              | 50,0           | 5,3            | 0,5            | 0,5            | 0,3            | 3,8            |
| 2009/10                                                                                  | Шарлотт    | 51               | 27               | 22,8             | 57,4             | -                | 73,2             | 6,3              | 0,3              | 0,3              | 1,1              | 6,5              | 4              | 0              | 15,0           | 54,5           | -              | 66,7           | 2,5            | 0,5            | 0,5            | 0,8            | 3,5            |
| 2010/11                                                                                  | Даллас     | 74               | 74               | 27,8             | 65,4             | -                | 73,2             | 9,4              | 0,4              | 0,5              | 1,1              | 10,1             | 21             | 21             | 32,4           | 58,2           | -              | 67,9           | 9,2            | 0,4            | 0,6            | 0,9            | 8,0            |
| 2011/12                                                                                  | Нью-Йорк   | 62               | 62               | 33,2             | 67,9             | 0,0              | 68,9             | 9,9              | 0,9              | 0,9              | 1,4              | 11,3             | 5              | 5              | 33,3           | 44,0           | -              | 60,0           | 9,0            | 0,8            | 1,4            | 1,4            | 6,2            |
| 2012/13                                                                                  | Нью-Йорк   | 66               | 66               | 32,8             | 63,8             | -                | 69,4             | 10,7             | 0,9              | 0,6              | 1,1              | 10,4             | 12             | 12             | 29,2           | 53,8           | -              | 75,0           | 7,3            | 0,3            | 0,7            | 1,2            | 5,7            |
| 2013/14                                                                                  | Нью-Йорк   | 55               | 55               | 30,2             | 59,3             | 0,0              | 63,2             | 9,6              | 1,1              | 0,7              | 1,1              | 8,7              | Не участвовал  | Не участвовал  | Не участвовал  | Не участвовал  | Не участвовал  | Не участвовал  | Не участвовал  | Не участвовал  | Не участвовал  | Не участвовал  | Не участвовал  |
| 2014/15                                                                                  | Даллас     | 75               | 75               | 30,5             | 66,6             | -                | 72,0             | 11,5             | 1,1              | 0,6              | 1,2              | 10,3             | 5              | 5              | 32,1           | 65,5           | -              | 50,0           | 10,8           | 0,2            | 0,6            | 1,2            | 10,2           |
| 2015/16                                                                                  | Финикс     | 66               | 60               | 24,5             | 58,3             | 0,0              | 62,0             | 8,7              | 1,0              | 0,5              | 0,7              | 7,2              | Не участвовал  | Не участвовал  | Не участвовал  | Не участвовал  | Не участвовал  | Не участвовал  | Не участвовал  | Не участвовал  | Не участвовал  | Не участвовал  | Не участвовал  |
| 2016/17                                                                                  | Финикс     | 47               | 46               | 27,6             | 67,1             | -                | 73,4             | 11,5             | 0,6              | 0,7              | 0,5              | 8,4              | Не участвовал  | Не участвовал  | Не участвовал  | Не участвовал  | Не участвовал  | Не участвовал  | Не участвовал  | Не участвовал  | Не участвовал  | Не участвовал  | Не участвовал  |
| 2017/18                                                                                  | Финикс     | 46               | 46               | 25,0             | 64,7             | -                | 62,4             | 9,1              | 1,2              | 0,3              | 0,6              | 6,5              | Не участвовал  | Не участвовал  | Не участвовал  | Не участвовал  | Не участвовал  | Не участвовал  | Не участвовал  | Не участвовал  | Не участвовал  | Не участвовал  | Не участвовал  |
| 2018/19                                                                                  | Финикс     | 7                | 0                | 12,7             | 66,7             | -                | 55,6             | 5,6              | 0,9              | 0,3              | 0,1              | 3,7              | Не участвовал  | Не участвовал  | Не участвовал  | Не участвовал  | Не участвовал  | Не участвовал  | Не участвовал  | Не участвовал  | Не участвовал  | Не участвовал  | Не участвовал  |
| 2018/19                                                                                  | Лейкерс    | 48               | 6                | 16,4             | 60,9             | 0,0              | 59,4             | 5,6              | 0,6              | 0,4              | 0,5              | 3,1              | Не участвовал  | Не участвовал  | Не участвовал  | Не участвовал  | Не участвовал  | Не участвовал  | Не участвовал  | Не участвовал  | Не участвовал  | Не участвовал  | Не участвовал  |
| 2019/20                                                                                  | Хьюстон    | 26               | 5                | 8,4              | 77,8             | -                | 46,2             | 2,5              | 0,2              | 0,2              | 0,3              | 1,3              | 1              | 0              | 0,0            | -              | -              | 0,0            | 0,0            | 0,0            | 0,0            | 0,0            | 0,0            |
|                                                                                          | Всего      | 1160             | 885              | 27,3             | 59,7             | 0,0              | 64,4             | 9,0              | 0,8              | 0,5              | 1,2              | 8,2              | 76             | 59             | 28,9           | 56,6           | -              | 62,8           | 8,1            | 0,5            | 0,6            | 1,1            | 6,9            |
| Наведите курсор мыши на аббревиатуры в заголовке таблицы, чтобы прочесть их расшифровку. |            |                  |                  |                  |                  |                  |                  |                  |                  |                  |                  |                  |                |                |                |                |                |                |                |                |                |                |                |